# 齐墩果烷
齐墩果烷（英語：Oleanane）是一种天然的环状三萜类物质，带有五个六元环。齐墩果烷的名称来源于油橄榄（olive）的汉语异称，为波斯语‎或阿拉伯语‎的音译。齐墩果烷常见于木本被子植物，可作为化石纪录中的被子植物指示剂。齐墩果烷衍生物（英語：oleanoid）包括一系列五环三萜物质，如β-香树脂醇、山楂酸和蒲公英萜醇。